# سمنة حمراء الجناح

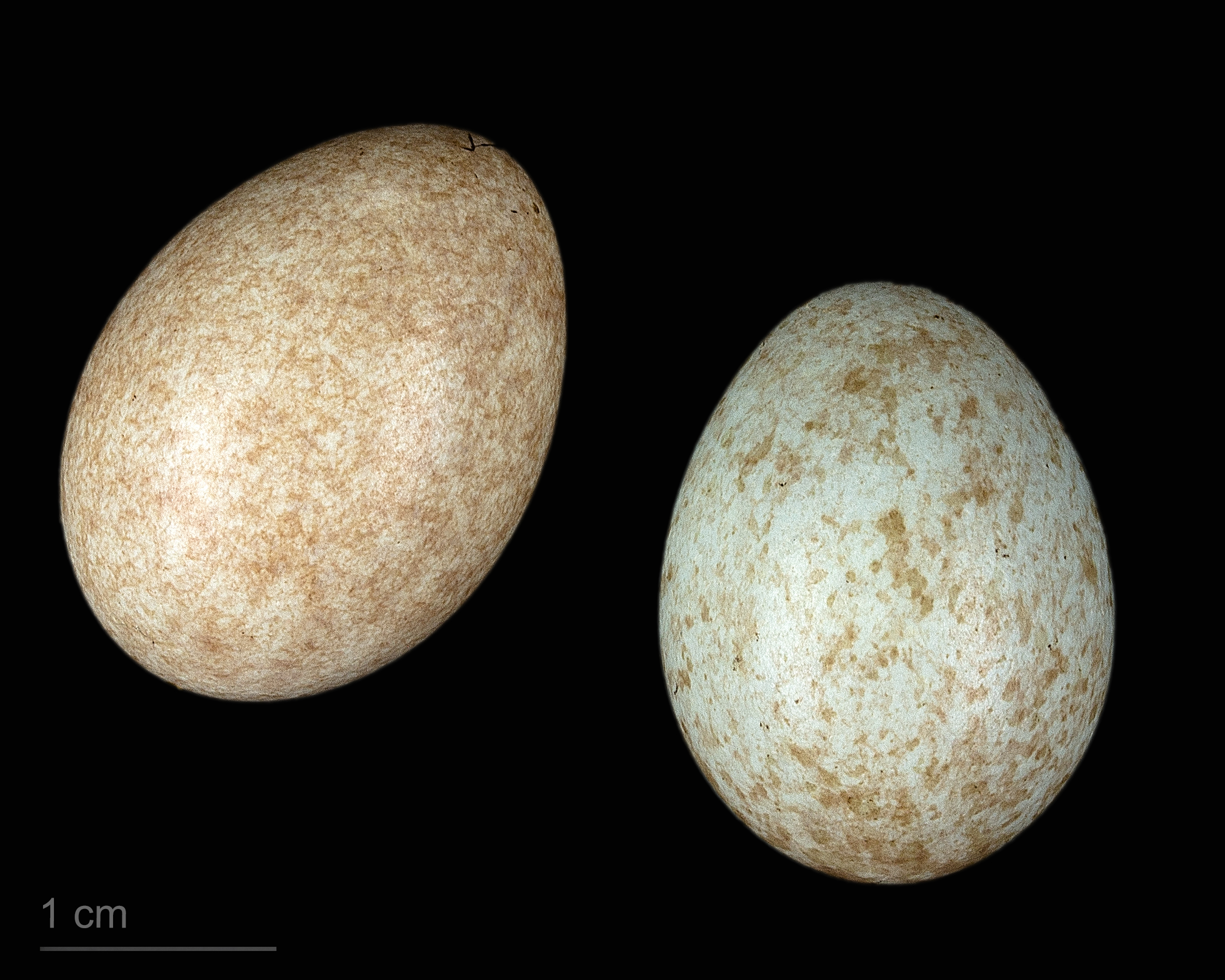
بيض طائر سمنة حمراء الجناح

سمنة حمراء الجناح يسمى أيضا سمنة حمراء الجنب، سمنة حمراء الخواصر (الاسم العلمي:  Turdus iliacus) (بالإنجليزية: Redwing)‏، هو طائر ينتمي إلى سمنة(فصيلة: Turdidae).